# Slovenske Konjice

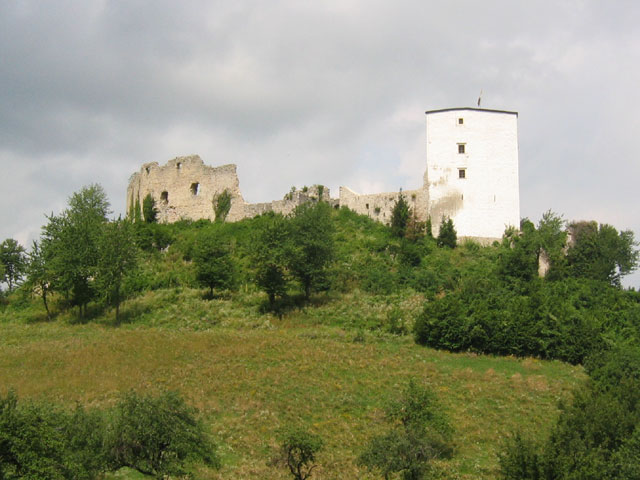
A vár

Slovenske Konjice (IPA: [slɔˈveːnskɛ kɔnˈjiːʦɛ], németül Gonobitz IPA: [ˈgoːnɔbɪʦ]) városka Szlovéniában, Slovenske Konjice község székhelye. Lakosainak száma valamivel több ötezernél.

## Fekvése
Maribor-tól 40 km-re délnyugatra,  Celjétől 25 km-re északkeletre, a Dravinja folyó mentén található.

## Története
Először  1146-ban  említik Counowiz néven, mikor is a de Gonvicz nemesi család tulajdonában volt. Későbbi névvariációk: Gonviz (1251), Gombicz (1370), Gannabitz (1570), Gonaviz (1594), Gonavitz (1630), Gonwitz (1636), Gonowitz (1662), Ganowiz (1680), Gonnawitz (1680) .
Gazdag történelme során több mint egytucatszor cserélt gazdát. A Walsee grófok (1406-1469), Ferdinánd főherceg (1594-1597), Tattenbach grófok (1597-1670) és (1685-1692), majd I. Lipót császár (1670-1685) is birtokolták. A karthauziak rendje vette meg a Tattenbachoktól és 1783-ig tartotta  birtokában, mikor II. József feloszlatta a szerzetesrendek java részét. A kincstár irányította Vallási Alap rendelkezése alatt állt 1828-ig, mikor Windisch-Grätz herceg tulajdonába került. 1991-től a független Szlovénia része .